# Kemal Čelebić
Kemal Čelebić (Vrtlište, 14. listopada 1949. – Kakanj, 11. studenoga 2012.), višestruko odlikovani muslimanskobošnjački visoki politički dužnosnik, po struci profesor matematike. Osumnjičen za ratni zločin nad Hrvatima.

## Životopis
Rođen u Vrtlištu, općina Kakanj, kao sin Ahmeda i Ćamile. U Kaknju je završio osnovnu školu i Gimnaziju, a u Sarajevu Prirodoslovno-matematički fakultet. Nekoliko je desetljeća bio profesor matamatike u kakanjskim srednjim školama. Jedan je od organizatora i pokretača Patriotske lige Kakanj i prvi predsjednik Kluba Patriotske lige Kakanj.
Bio je prvi predsjednik višestranačke Skupštine općine Kaknja. Obnašao je dužnost načelnika općine Kakanj u razdoblju od 1991. do 1996. godine. U ratu u BiH angažirao se u Kriznom štabu i Ratnom predsjedništvu Općine. Kod Bošnjaka je veličan kao zaljubljenik u Bosnu i rodni kraj, kao vođa općine u vremenima kad je trebalo osigurati funkcioniranje vitalnih funkcija općine, pokrenuti otpor agresoru, osigurati funkcioniranje gospodarstva, osigurati osnovne uvjete za život narodu i tisućama izbjeglih koji su spas potražili u Kaknju.
Bošnjaci kažu da ga pamte po "ustrajnom zalaganju za mir i suživot", a Hrvati po tome što su u vrijeme bošnjačko-hrvatskog sukoba, s njime kao načelnikom općine prošli kalvariju. Bio je vodeći vojni i politički dužnosnik u općini pod čijim je mandatom općina Kakanj očišćena od Hrvata, koji su opljačkani, zlostavljani, protjerani i ubijeni, zastrašivani, a povratak im je onemogućen i danas. Na mjesto njih useljeni su u kuće Hrvata Bošnjaci iz Podrinja i drugih krajeva, kojima su obećane hrvatske kuće i zemljišta. U ratu je bio jedan od ključnih ljudi u postrojbama tzv. Armije RBiH u Kaknju. Obnašao je dužnost predsjednika stranke SDA Kaknja. Bio je ekstremno nacionalistički nastrojen. Aktivno je radio na sukobljavanju Hrvata i Muslimana. Nije se zalagao ni za kakvi mirni suživot, nego za etničko čišćenje općine Kaknja od hrvatskog puka. Činjenica je da su muslimanske snage iz kakanjske općine u njegovo vrijeme istjerale 11000 Hrvata katolika, porušile do temelja 22 hrvatska sela općine Kaknja. U prvom naletu 15000 Hrvata izbjeglo je u Vareš. Za Čelebićeva ratnog mandata u Kaknju su bila dva logora za Hrvate motel na ulazu u Kakanj, u objektu Strojno pri rudniku, a kakanjske Hrvate slali su u logor koji su držali džihadisti u Muzičkoj školi u Zenici. Ondje su osobito odvodili uglednije i viđenije Hrvate, gdje su izloženi nehumanom tretmanu.
Poslije rata bio je ministar za obrazovanje, znanost, kulturu i šport Zeničko-dobojske županije. Nakon ministarskog posla vratio se prosvjeti i radio je do mirovine kao profesor matematike. Umro je 11. studenoga 2012. godine.

## Bošnjačke nagrade
- Diploma za doprinos u formiranju i organiziranju vojnog školstva 1994. godine[1]
- Pohvala Operativne grupe “Bosna” Armije RBiH za ispoljenu hrabrost, požrtvovanje i humanost u oslobodilačkoj "borbi protiv agresora"[1]
- Značke “Ljiljan od zlata” za naročite zasluge u osnivanju i organiziranju oružanog otpora agresoru[1]
- Priznanje Patriotske lige BiH – “Organizator otpora u periodu 10.6.1991-15.4.1992.”[1]